# Milna (Vis)
Milna is een plaats in de gemeente Vis in de Kroatische provincie Split-Dalmatië. De plaats telt 19 inwoners (2001).